# Hemiphora
Hemiphora  é um gênero botânico da família Lamiaceae.

## Espécies
Hemiphora elderi

## Nome e referências
Hemiphora , (F.Muell.) F.Muell. , 1882